# Minuartia cerastiifolia
Minuartia cerastiifolia är en nejlikväxtart som först beskrevs av Dc., och fick sitt nu gällande namn av Graebner. Minuartia cerastiifolia ingår i släktet nörlar, och familjen nejlikväxter. Inga underarter finns listade i Catalogue of Life.